# 生地竹郎
生地竹郎（おいじ たけろう、1926年3月21日-1980年7月14日）は、日本の中世英文学者。
広島生まれ。父は陸軍主計少将・生地竹之助。1951年東北大学文学部英文科卒、山形大学講師、東北大学教養部助教授、上智大学文学部教授。1974年『ウィリアムスの見た農夫ビアズの夢』で日本翻訳文化賞受賞。

## 著書
- 『十四世紀の英文学』文理 1976
- 『薔薇と十字架 英文学とキリスト教』篠崎書林 1977

### 編・監修
- 生地竹之助『軍人生活三十年』編 生地竹郎 1960
- 『チョーサーとその周辺』編著 文理書院 1968
- 『ルネッサンス双書』ピーター・ミルワード共監修 ルネッサンス研究所編 荒竹出版 1976‐81

### 翻訳
- ウィリアム・モリス『ジョン・ボールの夢』未来社 1973
- ウィリアム・ラングランド『ウィリアムの見た農夫ピァズの夢』篠崎書林 1974
- 『G・K・チェスタトン著作集 6 久遠の聖者』春秋社 1976
  - 抜粋版『聖トマス・アクィナス』ちくま学芸文庫 2023.8、他は「アシジの聖フランチェスコ」

## 論文
- ＜生地竹郎